# باغ‌وحش اسکندریه
باغ‌وحش اسکندریه یک باغ‌وحش در اسکندریه، مصر است. باغ‌وحش هزینه ورودی می‌گیرد که به مهمانان اجازه می‌دهد در اطراف باغ‌وحش گام بردارند و حیواناتی را از سراسر جهان ببینند. 

## حیوانات
در باغ‌وحش اسکندریه گونه‌هایی مانند اسب آبی، شیر، کفتار راه‌راه، شیر دریایی کالیفرنیا، گورخر، تیزشاخ آفریقایی، خرس، میمون، شتر یک‌کوهانه، گوسفند بربری، پلنگ سیاه، کفتار خال‌دار، شغال زرد، شتر دوکوهانه و لاما یافت می‌شود.

## نمایشگاه
باغ‌وحش همچنین شامل یک خانه خزندگان و بخش پرندگان و پستانداران کوچک و همچنین یک موزه است. خانه خزندگان دارای چندین گونه مصنوعی بومی از جمله کبرای مصری، تمساح نیل و گونه در معرض انقراض لاک‌پشت کلاینمن است.
همچنین حیواناتی نظیر قوش، عقاب، شاهین، تشی کاکلی و خدنگ مصری در آن وجود دارند.

## رفاه حیوانات
در اوایل دهه ۲۰۰۰ باغ‌وحش در حال نادیده گرفتن شدن بود. کمک‌های حیاتی گروهی از داوطلبان مصر به بهبود شرایط زندگی حیوانات کمک کرد. آن‌ها مسئولان باغ‌وحش بودند که در طول روز فیل‌ها را از زنجیرها آزاد کردند و همچنین برخی از سایه‌بان‌ها را ساختند و حیاط‌های شب را تقویت کردند. آن‌ها با نگهبانان برای بهبود رژیم غذایی شامپانزه و افزودن غنی سازی به محوطه بیرونی کمک می‌کردند و در حال تلاش برای ایجاد کف چوبی در محوطه‌های شبانه خود هستند.